# Mondicourt
Mondicourt je francouzská obec v departementu Pas-de-Calais v regionu Hauts-de-France. V roce 2014 zde žilo 629 obyvatel.

## Poloha obce
Obec leží u hranic departementu Pas-de-Calais s departementem Somme.
Sousední obce jsou: Grincourt-lès-Pas, Lucheux (Somme), Pas-en-Artois a Pommera.

## Vývoj počtu obyvatel
Počet obyvatel